# Jacques Fournier (fonctionnaire)
Pour les articles homonymes, voir Jacques Fournier et Fournier.
Jacky Fournier, dit Jacques Fournier, né le 5 mai 1929 à Épinal et mort le 14 août 2021, à Paris 15e, est un haut fonctionnaire français. Parmi ses différentes fonctions, il fut secrétaire général du gouvernement de 1982 à 1986, président de Gaz de France de 1986 à 1988, puis président de la SNCF de 1988 à 1994. 

## Biographie

### Jeunesse et études
Jacques Fournier passe sa jeunesse et fait ses études en Algérie française. Il étudie à l'Institut d'études politiques de Paris et est titulaire d'une licence de droit. Il intègre l'École nationale d'administration.
Marié à la fille cadette de Mohand Tazerout (Philosophe, écrivain, traducteur et civilisationniste Algerien)

### Parcours professionnel
Il est nommé conseiller juridique de l’ambassade de France au Maroc (1961-1964).
Il a été conseiller d'État et a été membre du Commissariat général au Plan. Il a ensuite exercé les fonctions de secrétaire général adjoint de l'Élysée, puis de secrétaire général du gouvernement de 1982 à 1986. Après l'arrivée du nouveau chef du gouvernement Jacques Chirac, il est remplacé dans ses fonctions par Renaud Denoix de Saint Marc, réputé plus proche de la nouvelle majorité. François Mitterrand obtient de Chirac l'engagement de le nommer à un poste important. Il devient ainsi président de Gaz de France (de 1986 à 1988), puis devient président du conseil d'administration de la SNCF le 24 août 1988 où il succède à Philippe Rouvillois, « démissionnaire » à la suite de l'accident à la gare de Lyon (56 morts) et celui à la gare de l'Est (1 mort). La SNCF vient alors de connaitre 4 présidents en 4 ans avec deux accidents en 1985 et une longue grève en 1986. Sous la présidence de Jacques Fournier, le TGV Atlantique est prolongé jusqu'au Mans. La SNCF bat un nouveau record mondial de vitesse sur rail à 513,3 km/h, le 18 mai 1990 mais le monde ferroviaire voit en 1991, l'adoption de la directive européenne qui introduit la concurrence pour le rail. Il quitte la présidence après presque 6 ans de mandat, le 5 mai 1994.
Militant politique, il est membre du Parti socialiste à la suite du congrès d'Épinay en 1971 et est membre du CERES. Il est candidat aux élections législatives dans les Hauts-de-Seine.
De 1998 à 2002, conseiller d'État honoraire, il est désigné par le président de l'Assemblée nationale comme membre du Conseil supérieur de la magistrature.
Un communiqué de la SNCF annonce sa mort à 92 ans le 14 août 2021. L'actuel président du groupe ferroviaire, Jean-Pierre Farandou déclare : « Il fut un grand président de la SNCF, un grand artisan de la décentralisation et de la régionalisation de l’entreprise. Un homme d’une grande humanité qui a incarné et défendu le service public “à la française” ».

### Parcours universitaire
Jacques Fournier enseigne à l'Institut d'études politiques de Paris. Lors des évènements de Mai 68, il est élu comme représentant des professeurs et des directeurs de séminaire pour négocier avec les élèves, aux côtés d'Hélène Carrère d'Encausse, Alfred Grosser, Georges Lavau et Pierre Viot.
En 1976, il publie avec Nicole Questiaux un volumineux Traité du social, utilisé par plusieurs générations d'étudiants.

## Publications
- Politique de l'éducation, Seuil, 1972 ;
- Traité du social (en collaboration avec Nicole Questiaux), Dalloz, cinq éditions entre 1976-1988 ;
- Le Pouvoir du social (en collaboration avec Nicole Questiaux), Presses universitaires de France, 1979 ;
- Le Travail gouvernemental, Paris, Presses de la FNSP, Dalloz, 1987[13] ;
- Le Train, l’Europe et le service public, Odile Jacob, 1993 ;
- Critique de la raison communautaire (en co-direction avec Lysiane Cartelier et Lionel Monnier), Economica, 1996 ;
- Livre blanc sur le dialogue social dans la fonction publique, Documentation française, 2002 ;
- Itinéraire d’un fonctionnaire engagé, Dalloz, 2008 ;
- L'Économie des besoins, Odile Jacob, 2013 ;
- L'Algérie retrouvée 1929-2014, éditions Bouchène, 2014 ;
- Éducation et intérêt général (co-direction avec Philippe Bance), Presses universitaires de Rouen et du Havre, 2018 ;
- Numérique, action publique et démocratrie (co-direction avec Philippe Bance, et en collaboration avec Alain Boned et Yannick Prost), Presses universitaires de Rouen et du Havre, 2021.